# Carl Joseph Leiprecht

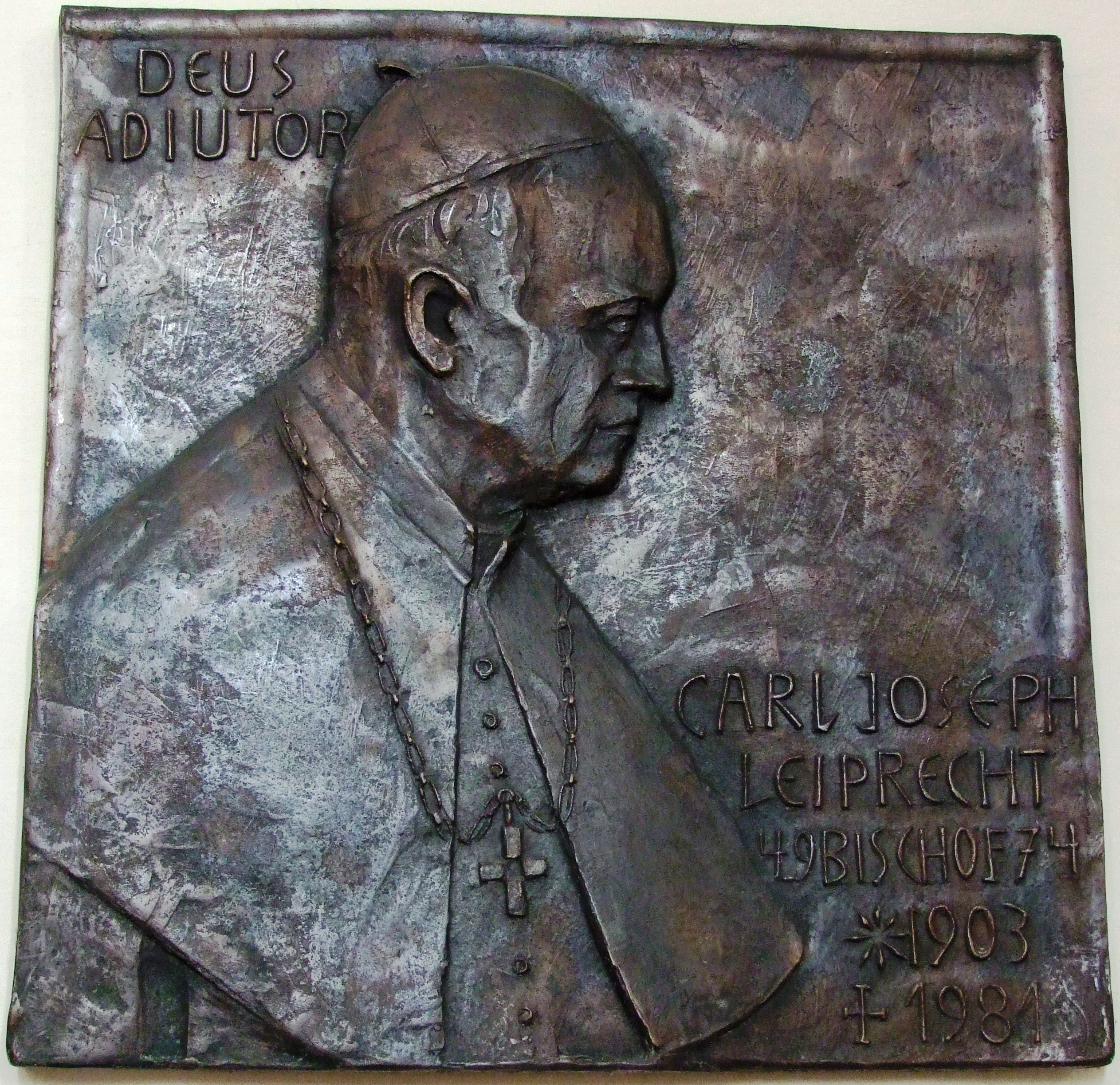
Gedenktafel in St. Martin in Leutkirch im Allgäu

Bischofswappen

Carl Joseph Leiprecht (* 11. September 1903 in Hauerz; † 29. Oktober 1981 in Ravensburg) war ein deutscher römisch-katholischer Geistlicher und der achte Bischof der Diözese Rottenburg.

## Leben
Nach dem Abitur 1923 am Gymnasium Ehingen studierte Carl Joseph Leiprecht von 1923 bis 1927 Philosophie und Katholische Theologie an der Universität Tübingen. Er war Mitglied der Theologengesellschaft Danubia Tübingen. Am 24. März 1928 empfing er die Priesterweihe durch Bischof Joannes Baptista Sproll im Dom zu Rottenburg. Von 1928 bis 1932 war er Vikar in Schwäbisch Gmünd am Heilig-Kreuz-Münster und in Stuttgart in Sankt Georg, ab 1932 Repetent. 1936 wurde er Direktor des Bischöflichen Gymnasialkonvikts in Ehingen und wechselte 1942 als Stadtpfarrer nach Rottweil. 1947 wurde er zum Domkapitular in Rottenburg ernannt.
Papst Pius XII. ernannte ihn am 7. Oktober 1948 zum Titularbischof von Scyrus und zum Weihbischof in Rottenburg. Die Bischofsweihe spendete ihm am 30. November 1948 der Freiburger Erzbischof Wendelin Rauch im Dom zu Rottenburg; Mitkonsekratoren waren die Weihbischöfe Wilhelm Burger aus Freiburg und Franz Joseph Fischer aus Rottenburg. Sein Wahlspruch war „Deus adiutor – Gott ist mein Helfer“.
Am 21. Juli 1949 wurde er zum achten Bischof von Rottenburg erwählt. Die Amtseinführung folgte am 8. September desselben Jahres. In seiner Amtszeit entstanden 450 neue Kirchen, vor allem im nördlichen Teil des Bistums. 1949 gründete er das diözesane Siedlungswerk für den Wohnungsbau. Leiprecht initiierte die Schaffung zahlreicher sozial-caritativen Werke und Einrichtungen wie das Familienerholungswerk, die Stiftungen für die Behinderten, Jugendhäuser, die Kirchenmusikschule in Rottenburg sowie die Katholische Akademie in Stuttgart-Hohenheim, die erste katholische Einrichtung dieser Art im Bundesgebiet. Insbesondere Beachtung fand die Gründung des Katholischen Schulwerk Baden-Württemberg. Mit den anderen christlichen Kirchen in Baden-Württemberg forcierte er die ökumenische Zusammenarbeit, die 1973 zur Gründung der Arbeitsgemeinschaft christlicher Kirchen (ACK) in Baden-Württemberg führte. Als Mitglied der Deutschen Bischofskonferenz leitete er die Kommission für die Medien.
Beim Zweiten Vatikanischen Konzil von 1962 bis 1965 war Leiprecht als Konzilsvater und Präsident der Kommission für das Ordenswesen vertreten. Im Konzil ergab es sich, dass Bischof Leiprecht in der Konzilsaula Sitznachbar von Bischof Manuel Tato von Santiago del Estero war. Das führte dazu, dass Priester des Bistums Rottenburg als Fidei-Donum-Priester in das Bistum Santiago del Estero entsandt wurden. In zwei großen Missionsreisen nach Afrika (1966 und 1969) wurden die Kontakte in die Missionsgebiete verstärkt mit Freistellung von Priestern und finanziellen Mittel zur Unterstützung von Partnerdiözesen.
Papst Paul VI. ernannte Leiprecht 1968 zum Mitglied der Kongregation für die Ordensleute und Säkularinstitute, dem heutigen Dikasterium für die Institute geweihten Lebens und für die Gesellschaften apostolischen Lebens.
Am 4. Juni 1974 gab Papst Paul VI. seinem Rücktrittsgesuch aus gesundheitlichen Gründen statt. Carl Joseph Leiprecht starb am 29. Oktober 1981 im Alter von 78 Jahren an den Folgen eines Herzversagens. Seine letzte Ruhestätte fand er in der Bischofsgruft der Friedhofskirche Sülchen.

## Ehrungen und Auszeichnungen
Carl Joseph Leiprecht war Ehrenbürger der Städte Leutkirch im Allgäu und Rottenburg am Neckar. Leiprecht ist Namensgeber der Freien Katholischen Grund- und Werkrealschule (Carl–Joseph–Leiprecht–Schule CJL–Schule) in Rottenburg am Neckar und des Seniorenzentrums Carl-Joseph in Leutkirch im Allgäu., ebenso des Bischof-Leiprecht-Zentrums des Bistums Rottenburg-Stuttgart in Stuttgart und des Seniorenzentrums Carl-Joseph in Leutkirch im Allgäu.
1949 wurde er mit der Ehrendoktorwürde Dr. theol. h. c. der Universität Tübingen ausgezeichnet. 1963 folgte eine Ehrung mit dem Großen Verdienstkreuz mit Stern des Verdienstordens der Bundesrepublik Deutschland.

## Vorwurf der Vertuschung von sexuellem Missbrauch
In einem im April 2024 vorgelegten Bericht stellte die Kommission zur Aufarbeitung des sexuellen Missbrauchs in der Diözese Rottenburg-Stuttgart fest, dass Bischof Leiprecht durch unzureichende Maßnahmen einen des Missbrauchs zweier minderjähriger Mädchen beschuldigten Pfarrer geschützt und so auch einen weiteren von dem Pfarrer verübten Missbrauch nicht verhindert habe.